# Live in '87 A HUNDRED days
『Live in '87 A HUNDRED days』（ライブ・イン '87 ア・ハンドレッド・デイズ）は、日本の歌手中森明菜のライブ・ビデオ。この映像作品は1993年8月25日にワーナーミュージック・ジャパンからリリースされた (VHS: WPVL-8159, LD: WPLL-8159)。

## 概要

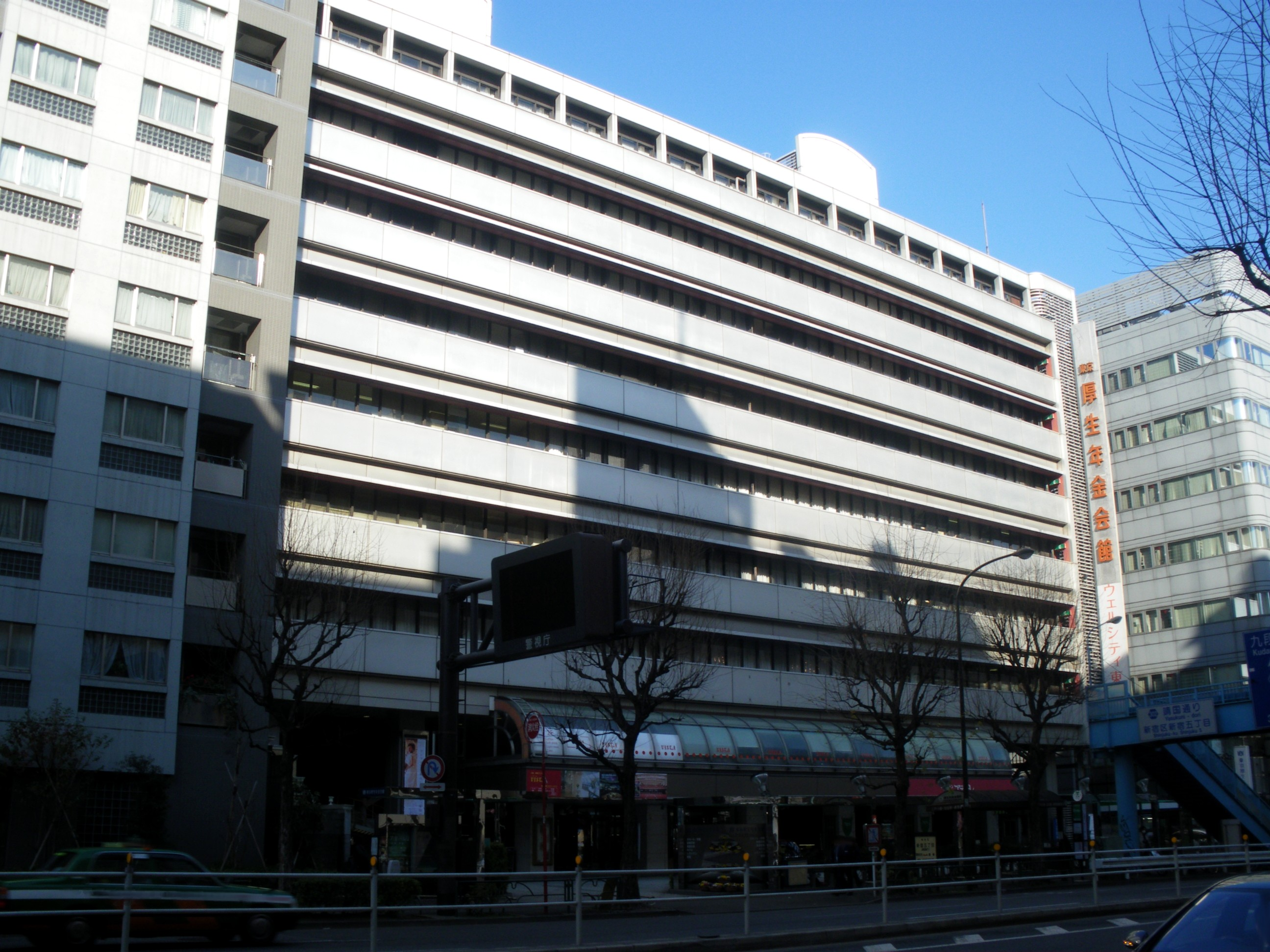
東京公演の会場となった新宿厚生年金会館（現在は解体）

『Live in '87 A HUNDRED days』は、1987年に開催された中森の全国コンサート・ツアーA HUNDRED daysの1987年10月17日、新宿厚生年金会館でのライブの模様を収録したライブ・ビデオである。この映像作品は、中森がワーナーミュージック・ジャパンを離籍した後の1993年8月25日に、VHS (WPVL-8159)とレーザーディスク (WPLL-8159)の2形態で同時発売された。また、ライブ・ビデオ『Live in '88 Femme Fatale』と同時発売となった。このライブ映像は、スタジオ・アルバム『BITTER AND SWEET』、『不思議』、『CRIMSON』からの収録楽曲を中心とした内容であるが、このライブで披露したセットリストの全てを本作では収録しておらず、曲順も異なっている。本作は、現在まで複数再発売されている。

## 収録曲
| #   | タイトル                       | 作詞       | 作曲                   |
| --- | ------------------------------ | ---------- | ---------------------- |
| 1.  | 「Opening」                    |            |                        |
| 2.  | 「MIND GAME」                  | 許瑛子     | 小林明子               |
| 3.  | 「Don't Tell Me This Is Love」 | BIDDU      | BIDDU                  |
| 4.  | 「Wait for me」                | SHOW       | EUROX                  |
| 5.  | 「赤のエナメル」               | 竹内まりや | 竹内まりや             |
| 6.  | 「モザイクの城」               | FUMIKO     | 小林明子               |
| 7.  | 「Mushroom dance」             | SANDII     | 久保田真箏・井上ケン一 |
| 8.  | 「飾りじゃないのよ涙は」       | 井上陽水   | 井上陽水               |
| 9.  | 「OH NO,OH YES!」              | 竹内まりや | 竹内まりや             |
| 10. | 「難破船」                     | 加藤登紀子 | 加藤登紀子             |
| 11. | 「BABYLON」                    | SANDII     | 久保田真箏             |
| 12. | 「ミックジャガーに微笑みを」   | 竹内まりや | 竹内まりや             |

## リリース履歴
| 発売日        | レーベル                       | 規格 | 品番          | 備考                                             |
| ------------- | ------------------------------ | ---- | ------------- | ------------------------------------------------ |
| 1993年8月25日 | ワーナーミュージック・ジャパン | VHS  | WPVL-8159     |                                                  |
| 1993年8月25日 | ワーナーミュージック・ジャパン | LD   | WPLL-8159     |                                                  |
| 2001年5月23日 | ワーナーミュージック・ジャパン | DVD  | WPB6-90014    | [ 8 ]                                            |
| 2001年11月7日 | ワーナーミュージック・ジャパン | DVD  | WPB6-90104    | [ 9 ]                                            |
| 2004年11月3日 | ワーナーミュージック・ジャパン | DVD  | WPBL-90044    | [ 10 ]                                           |
| 2006年6月21日 | ワーナーミュージック・ジャパン | DVD  | WPBL-90067    | [ 11 ]                                           |
| 2007年1月24日 | ワーナーミュージック・ジャパン | DVD  | WPBL-90090〜4 | 『5.1オーディオ・リマスターDVDコレクション』より |
| 2014年6月18日 | ワーナーミュージック・ジャパン | BD   | WPXL-90054    | [ 13 ]                                           |

## A HUNDRED days
A HUNDRED days（ア・ハンドレッド・デイズ）は、日本の歌手中森明菜のコンサート・ツアー。このツアーは1987年7月から10月にかけて開催された。
概要
A HUNDRED daysは、スタジオ・アルバム『CRIMSON』、『Cross My Palm』を引っ提げた中森の全国コンサート・ツアーである。このツアーの1987年10月17日、新宿厚生年金会館の公演でライブ収録が行われた。本ツアー後の1987年12月31日には、同公演の模様がテレビ朝日系にて放送された。その後、中森がMCAビクターに移籍した1993年8月に、同公演を収録したライブ映像作品『Live in '87 A HUNDRED days』がリリースされた。
セットリスト

公演により曲目変更があった。
| 1. 「MIND GAME」 2. 「駅」 3. 「ピンク・シャンパン」 4. 「モザイクの城」 5. 「JEALOUS CANDLE」 6. 「赤のエナメル」 7. 「約束」 8. 「OH NO, OH YES!」 9. 「CROSS MY PALM」 10. 「SOFT TOUCH」 11. 「POLITICAL MOVES」 | 1. 「THE LOOK THAT KILLS」 2. 「Don't Tell Me This Is Love」 3. 「Wait for me」 4. 「Mushroom Dance」 5. 「BLONDE」 6. 「清教徒（アーミッシュ）」 7. 「飾りじゃないのよ涙は」 8. 「LA BOHÈME」 9. 「DESIRE -情熱-」 10. 「BABYLON」 |

ツアー日程
1987年7月11日から1987年10月18日、全国25都市29公演
| 日付（1987年） | 都道府県 | 会場                   |
| -------------- | -------- | ---------------------- |
| 7月11日        | 神奈川県 | 神奈川県民ホール       |
| 7月18日        | 千葉県   | 市川市文化会館         |
| 7月21日        | 山梨県   | 山梨県立県民文化ホール |
| 7月24日        | 栃木県   | 宇都宮市文化会館       |
| 7月26日        | 埼玉県   | 浦和市文化センター     |
| 7月31日        | 岩手県   | 岩手県民会館大ホール   |
| 8月1日         | 青森県   | 青森市文化会館         |
| 8月5日         | 北海道   | 北海道厚生年金会館     |
| 8月6日         | 北海道   | 北海道厚生年金会館     |
| 8月14日        | 島根県   | 島根県民会館           |
| 8月16日        | 広島県   | 広島サンプラザ         |
| 8月20日        | 高知県   | 高知県立県民文化ホール |
| 8月21日        | 愛媛県   | 愛媛県県民文化会館     |
| 8月24日        | 鹿児島県 | 鹿児島市民文化ホール   |
| 8月26日        | 宮崎県   | 宮崎市民会館           |
| 8月28日        | 福岡県   | 福岡サンパレス         |
| 8月31日        | 大阪府   | 大阪厚生年金会館       |
| 9月1日         | 大阪府   | 大阪厚生年金会館       |
| 9月4日         | 京都府   | 京都会館               |
| 9月9日         | 神奈川県 | 神奈川県民ホール       |
| 9月13日        | 愛知県   | 名古屋市民会館         |
| 9月15日        | 兵庫県   | 神戸国際会館           |
| 9月20日        | 静岡県   | 静岡市民文化会館       |
| 9月29日        | 宮城県   | 仙台市体育館           |
| 10月3日        | 新潟県   | 長岡市立劇場           |
| 10月6日        | 群馬県   | 群馬県民会館           |
| 10月13日       | 千葉県   | 千葉県文化会館         |
| 10月17日       | 東京都   | 新宿厚生年金会館       |
| 10月18日       | 東京都   | 新宿厚生年金会館       |

## 参照
1. 1 2 3 4 5  “Live in '87・A HUNDRED days <5.1 version> ｜ 中森明菜 | ワーナーミュージック・ジャパン - Warner Music Japan”.  ワーナーミュージック・ジャパン. 2011年7月7日閲覧。
2. 1 2 3 4 5  (1987年) 中森明菜『A HUNDRED days』のツアー・パンフレット. ケン企画
3. 1 2  「ぴいぷる 今週の赤まる急上昇中森明菜」『ザテレビジョン』第12巻第22号、角川書店、1993年6月、129頁。
4. 1 2 3  “中森明菜/ライヴ・イン’87〜ア・ハンドレッド・デイズ [VIDEO他] - CDJournal.com”.   音楽出版社. 2011年12月27日閲覧。
5. 1 2 3  “中森明菜/ライヴ・イン’87〜ア・ハンドレッド・デイズ [VIDEO他] - CDJournal.com”.   音楽出版社. 2012年8月7日閲覧。
6. ↑  “中森明菜/ライヴ・イン’88〜ファム・ファタール [VIDEO他] - CDJournal.com”.   音楽出版社. 2011年12月27日閲覧。
7. ↑  “中森明菜/ライヴ・イン’88〜ファム・ファタール [VIDEO他] - CDJournal.com”.   音楽出版社. 2012年8月7日閲覧。
8. ↑  “中森明菜/Live in'87・A HUNDRED days [DVD] - CDJournal.com”.   音楽出版社. 2012年8月7日閲覧。
9. ↑  “「DVD発売日一覧」8月30日の更新情報”.  インプレス (2001年8月31日). 2012年8月6日時点のオリジナルよりアーカイブ。2012年8月7日閲覧。
10. ↑  “中森明菜/Live in'87・A HUNDRED days〈2005年1月31日までの期間限定出荷〉 [DVD] - CDJournal.com”.   音楽出版社. 2012年8月7日閲覧。
11. ↑  “中森明菜/Live in'87・A HUNDRED days 5.1version [DVD] - CDJournal.com”.   音楽出版社. 2012年8月7日閲覧。
12. ↑  “中森明菜/5.1オーディオ・リマスターDVDコレクション〈5枚組〉 [DVD] - CDJournal.com”.   音楽出版社. 2012年8月7日閲覧。
13. ↑  中森明菜 (2014年6月18日). “「Live in '87 A HUNDRED days」<5.1 Version>【Blu-ray Disc】”.   ワーナーミュージック・ジャパン. 2016年10月17日閲覧。
14. ↑  『Cross My Palm』（LP）中森明菜、ワーナー・パイオニア、1987年8月25日。L-12651。